# Каэтес (Пернамбуку)
Каэтес (порт. Caetés) — муниципалитет в Бразилии, входит в штат Пернамбуку. Составная часть мезорегиона Сельскохозяйственный район штата Пернамбуку. Входит в экономико-статистический микрорегион Гараньюнс. Население составляет 25 938 человек на 2004 год. Занимает площадь 323 км².

## История
Город основан 18 августа 1964 года.